# Bor (Servië)
Bor (Servisch: Бор) is een mijnstad en gemeente gelegen in het district Bor in Centraal-Servië. In 2021 telde de gemeente 41.280 inwoners. 18 procent van de bevolking (10.064 personen) behoorde in 2002 tot de Vlachen, een minderheid die een Roemeense taal spreken. In 2011 was hun aantal flink gedaald naar 6.701 personen.

## Plaatsen in de gemeente
- Bor
- Brestovac
- Bučje
- Gornjane
- Donja Bela Reka
- Zlot
- Krivelj
- Luka
- Metovnica
- Oštrelj
- Slatina
- Tanda
- Topla
- Šarbanovac

## Geboren
- Teya Dora (1992), zangeres

## Trivia
- In 2021 schonk Ruben Terlou met een aflevering van De wereld van de Chinezen aandacht aan de stad.[1]